# 高山市立北小学校
高山市立北小学校（たかやましりつ きたしょうがっこう）は、岐阜県高山市にある小学校。

## 沿革
旧・灘村の小学校であるが、1874年の灘学校を前身とする灘尋常小学校は山王小学校の前身校であり、北小学校の前身となる灘尋常小学校は明治30年（1897年）に2つの尋常小学校が統合され、新たに発足した学校である。
- 1874年（明治7年）3月 - 七日町村に灘学校が開校。校区は西之一色村、七日町村、花里村、上岡本村、下岡本村、桐生村。
- 1875年（明治8年）1月31日 - 大野郡の灘郷と大八賀郷のうち23ヶ村[注釈 1]が合併し、大名田村となる。
- 1878年（明治11年） - 飛騨国分寺境内に新校舎が完成。
- 1884年（明治17年） - 三福寺に三福寺支校を設置する。
- 1886年（明治19年） - 灘簡易科小学校に改称する。三福寺支校が三福寺簡易科小学校として分立される。
- 1887年（明治20年） - 本母分教場を設置。本母、冬頭、松本の児童が分教場に移る。
- 1888年（明治21年） - 灘尋常小学校に改称する。
- 1892年（明治25年）5月19日 - 大名田村が、大名田村[注釈 2]、灘村[注釈 3]、大八賀村[注釈 4]に分離する。灘尋常小学校の校区は灘村（上岡本、下岡本、桐生）、大名田村（花里、西之一色、七日町）となる。また、上岡本、下岡本、桐生は大名田村に委託となる。これにより、灘尋常小学校は大名田村の児童のみ通学となる。
- 1894年（明治27年） - 灘村の有力者の手により、大名田村への委託を無視して下岡本に仮教場を設置。上岡本、下岡本、桐生の児童が通学する。
- 1895年（明治28年） -
  - 下岡本の仮教場が認可され、岡本尋常小学校となる。
  - 本母分教場が灘尋常小学校から分立し、本母尋常小学校となる。
- 1897年（明治30年） - 
  - 千島尋常小学校が灘尋常小学校を統合し、大名田尋常小学校となる。
  - 岡本尋常小学校と本母尋常小学校を統合し、新たな灘尋常小学校が発足。
- 1926年（大正15年）10月1日 - 灘村が高山市に編入される。同時に高山北尋常小学校に改称する。
- 1936年（昭和11年） - 高山北尋常高等小学校に改称する。
- 1941年（昭和16年）4月1日 -  北国民学校に改称する。
- 1947年（昭和22年）4月1日 - 高山市立北小学校に改称する。
- 1965年（昭和40年） - 上野小学校を統合する。上野分校を設置。
- 1968年（昭和43年） - 上野分校が東小学校に統合され、廃止。